# Convertidor Boost

Fig 1: Esquema bàsic d'un convertidor Boost. L'interruptor sol ser un MOSFET, IGBT o BJT.

El  convertidor Boost  (o elevador) és un convertidor de potència que obté a la seva sortida una tensió contínua més gran que a la seva entrada. És un tipus de font d'alimentació commutada que conté almenys dos interruptors semiconductors i almenys un element per emmagatzemar energia. Freqüentment s'afegeixen filtres construïts amb inductors i condensadors per millorar el rendiment.
Un connector de subministrament d'energia habitual normalment no es pot connectar directament a dispositius com ordinadors, rellotges o telèfons. La connexió de subministrament genera una tensió alterna (AC) i els dispositius requereixen tensions contínues (DC). La conversió de potència permet que dispositius de contínua utilitzin energia de fonts d'alterna, aquest és un procés anomenat conversió AC a DC i en ell s'usen convertidors AC a DC com rectificadors.
L'energia també pot provenir de fonts DC com bateries, panells solars, rectificadors i generadors DC, però ser de nivells inadequats. El procés de canviar una tensió de contínua a una altra diferent és cridat conversió DC a DC. Un convertidor Boost és un dels tipus de convertidors DC a DC. Presenta una tensió de sortida major que la tensió de la font, però el corrent de sortida és menor que la d'entrada.

## Història
Per augmentar l'eficiència, les fonts commutades han d'activar i desactivar ràpidament i tenir baixes pèrdues. L'arribada dels dispositius semiconductors de commutació de la dècada 1950 va suposar la major fita i va provocar que fonts commutades com el convertidor Boost fossin possibles. Els interruptors semiconductors poden commutar ràpidament i ser més duradors que altres commutadors com vàlvules de buit o relés electromecànics.
El major desenvolupament dels convertidors DC a DC es va produir a principis de la dècada de 1960 quan els interruptors semiconductors van ser dispositius assequibles, a més es van aplicar en la indústria aeroespacial, que necessitava petits, lleugers i eficients convertidors.
el 1977 R.D. Middlebrook (CalTech) va publicar els models per convertidors DC a DC usats avui dia utilitzant el model del espai d'estats.

## Aplicacions
Generalment els sistemes alimentats per bateries necessiten apilar diverses bateries en sèrie per augmentar la tensió. No obstant això de vegades no és possible connectar diverses bateries en sèrie per raons de pes o espai. Els convertidors Boost poden incrementar el voltatge i reduir el nombre de piles.
Algunes aplicacions que usen convertidors Boost són vehicles híbrids (per exemple el Toyota Prius) i sistemes d'enllumenat.